# 이리노 미유
이리노 미유(일본어: 入野 自由, 1988년 2월 19일 - )은 일본의 성우, 배우, 가수이다. junction 소속.

## 작품 목록
- 키즈모노가타리 II 열혈편
- 이별의 아침에 약속의 꽃을 장식하자 - 아리엘 역
- 종말의 세라프 - 햐쿠야 유이치로 역
- 센과 치히로의 행방불명 - 하쿠 역
- 하이큐!! - 스가와라 코시 역
  - 극장판 하이큐!! 쓰레기장의 결전 - 스가와라 코시 역
- 데드데드 데몬즈 디디디디 디스트럭션 - 오바 케이타 역

## 애니
- 하이큐!! - 스가와라 코우시
- 오소마츠상 - 토도마츠

## 연관 인물
- 야마데라 코우이치
- 나미카와 다이스케
- 사와시로 미유키
- 카미야 히로시